# 若松火力発電所
若松火力発電所（わかまつかりょくはつでんしょ）は、福岡県北九州市若松区柳崎町1にあった電源開発の石炭火力発電所。

## 概要
1963年に1、2号機が運転を開始した。当初は石炭専焼だったが、低品位炭を納入していた日本炭鉱高松鉱業所が閉山したため、1971年に石炭重油混焼に転換した。
その後、老朽化に伴い廃止された。跡地の一部には、若松総合事業所、若松研究所が建設され、石炭ガス化技術の高度化やバイオテクノロジーを用いた研究開発等を行っている。
発電所としては既に廃止されているが、事業所の面した国道495号には「若松発電所前」交差点が現存する。

## 廃止された発電設備
- 総出力：15万kW

1号機（廃止）
定格出力：7.5万kW
使用燃料：石炭、重油（1971年に石炭専焼から転換）
営業運転期間：1963年 - 1989年
2号機（廃止）
定格出力：7.5万kW
使用燃料：石炭、重油（1971年に石炭専焼から転換）
営業運転期間：1963年 - 1985年